# グルーブボックスジャパン
株式会社グルーブボックスジャパンは、北海道札幌市中央区に本社を置く日本の企業。コンシューマゲームおよび、携帯電話向けゲームコンテンツの企画・制作を主業務とするソフトウェア開発会社である。

## 沿革
- 1988年 - 株式会社リファインテキスタイル設立
- 1996年 - コンピュータソフトの制作を開始
- 1998年 - 株式会社グルーブボックスジャパンへ商号を変更
- 2002年 - モバイルコンテンツ事業を開始
- 2007年 - アミューズメント事業を開始

## 主要取引先
- アニプレックス
- 日本コロムビア
- バンダイナムコエンターテインメント
- マーベラス

## 主な作品 (コンシューマ)
- 【PS】  学校をつくろう！！ （自社企画）
- 【PS】  学校をつくろう！！２ （自社企画）
- 【PS】  学校をつくろう！！校長先生物語 （自社企画）
- 【PS】  われら密林探検隊！！ （自社企画）
- 【GBA】  学校をつくろう！！アドバンス （自社企画）
- 【PS2】  TBSオールスター感謝祭VOL.1 超豪華！クイズ決定版 （受託）
- 【PS2】  TBSオールスター感謝祭2003秋 （受託）
- 【PS2】  学校をつくろう！！Happy Days （自社企画）
- 【Xbox 360】  Ｏver Ｇ （マップデザイン受託）
- 【Wii】  王様物語 （デザイン受託）
- 【DS】  ミスタードーナツDS （ミニゲーム開発受託）
- 【Xbox 360】  オトメディウスエクセレント （デザイン・プログラム受託）
- 【DS】  ピカピカナース物語 （ミニゲーム開発受託）
- 【3DS】  お茶犬といつもなかよし （受託）
- 【3DS】  ピカピカナース物語２ （受託）
- 【3DS】  わんニャンどうぶつ病院２ （受託）
- 【3DS】  わんニャンペットショップ （受託）
- 【3DS】  ほっぺちゃん つくって！あそんで！ぷにぷにタウン！！ （受託）
- 【3DS】  すみっコぐらし ここがおちつくんです（受託）
- 【3DS】  ほっぺちゃん みんなでおでかけ！ワクワクほっぺランド！！（受託）
- 【3DS】  JSガール ドキドキ モデルチャレンジ（受託）
- 【PS Vita】 ネットハイ（受託）
- 【3DS】  動物戦隊ジュウオウジャー バトルキューブパズル（受託）
- 【Switch】 ネコ・トモ（受託）
- 【Switch】 ニンジャボックス（受託）
- 【Switch】 すみっコぐらし おへやのすみでたびきぶんすごろく（受託）
- 【Switch】 わんニャンペットショップ かわいいペットとふれあう毎日（受託）
- 【Switch】 映画すみっコぐらし 青い月夜のまほうのコ ゲームであそぼう!映画の世界（受託）
- 【Switch】 PUI PUI モルカー Let’s!モルカーパーティー!（受託）
- 【Switch/PS5/PS4/Steam】 SPY✕FAMILY OPERATION DIARY（受託）
- 【Switch/PS5/PS4/XBX/XONE/Steam】 鬼滅の刃 目指せ!最強隊士!（開発協力）
- 【Switch/PS5/Steam】 バトルスピリッツ クロスーオーバー（受託）

## 主な作品（フィーチャーフォン）
- 【iアプリ】  女神異聞録ペルソナ 異空の塔編 （受託）
- 【EZアプリ(BREW)】  女神異聞録ペルソナ 異空の塔編 （受託）
- 【iアプリ】  ペルソナ2 罪 ロストメモリーズ （受託）
- 【EZアプリ(BREW)】  ペルソナ2 罪 ロストメモリーズ （受託）
- 【iアプリ】  真・女神転生 デビルコロシアム20XX （受託）
- 【EZアプリ(BREW)】  真・女神転生 デビルコロシアム20XX （受託）
- 【iアプリ】  真・女神転生II 外伝 魔都崩壊 （受託）
- 【EZアプリ(BREW)】  真・女神転生II 外伝 魔都崩壊 （受託）
- 【iアプリ】  ペルソナモバイルオンライン （受託）
- 【iアプリ】  ペルソナ2罰 INFINITY MASK （受託）
- 【EZアプリ(BREW)】  ペルソナ2罰 INFINITY MASK （受託）
- 【iアプリ】  電撃モバイル学園ＲＰＧ＋Ｑ （受託）
- 【SoftBank】  電撃モバイル学園ＲＰＧ＋Ｑ （受託）
- 【docomo/au/SoftBank】  ペルソナ４ colors （受託）